# Johann Arend von Goldstein
Johann Arend von Goldstein (* 1606; † 30. Mai 1653 in Königsberg) war ein schwedischer General der Kavallerie.

## Leben
Johann Arend von Goldstein entstammte dem preußischen Zweig der Adelsfamilie Goldstein. Er war ein Sohn von David von Goldstein und Anna von der Horst.
Bereits im Rang eines Generalmajors schrieb Goldstein 1645 aus Caden, 1646 aus Aschersleben und Minden, 1647 aus Emmerich und Minden, 1648 aus Minden, Herford, Emmerich, Bingardten, Koppelbudt und Stockholm, sowie 1649 aus Stockholm an Feldmarschall Carl Gustav Wrangel. Ein weiterer Brief aus dem Jahr 1647 aus Emmerich an Ture Bielke (1606–1648), den Vater von Feldmarschall Nils Bielke, ist ebenfalls erhalten.
Goldsteins Regiment bestand zum westfälischen Frieden aus acht Kompanien.
Goldstein war Pfandinhaber des preußischen Gutes Carben. Darüber hinaus soll er als Erbherr auch Ottlau und Bandkeim besessen haben. Ebenfalls war er Erbherr auf von Eyl, Rohtenholtz und Bingarten.
Aus seiner Ehe mit Maria von Lewaldt (1616–1676) hatte er drei Töchter und einen jung verstorbenen Sohn:
- Anna Beate von Goldstein (1645–1675), ⚭ 1663 Graf Gerhard von Dönhoff (1632–1685), polnischer und schwedischer Kammerherr, polnischer Reichsbannerträger, litauischer Mundschenk und Truchseß, sowie Starost zu Telsen[7][9]
- Eleonora Margarete von Goldstein (1646–1707), ⚭ 1665 Georg Friedrich von Eulenburg (1641–1699), Oberst der Generalstaaten, preußischer Landrat und Hauptmann zu Rhein, Erbherr zu Prassen und Leunenburg[10]
- Gustaf Friedrich von Goldstein (1647–1653)[11]
- Louise Catharina von Goldstein (1651–1706), ⚭I 1669 Georg Wilhelm von Podewils (1639–1679), Kammerjunker der brandenburgischen Kurfürstin, Oberappellationsgerichtsrat, Hauptmann zu Rastenburg, Erbherr auf Penken und Dollstädt; II ⚭ 1682 Wilhelm Albrecht von Rautter (1652–1694), preußischer Obristleutnant, Amtshauptmann zu Preußisch Holland, Labiau und Neuhausen, Erbherr auf Willkamm[12]

Goldsteins Witwe, Maria vermählte sich 1655 in 2. Ehe mit Graf Johann Ernst von Wallenrodt (1615–1697).